# 681

## Události
- válka mezi Bulhary a Byzantskou říší končí porážkou Byzance. Podepsání mírové smlouvy je považováno za okamžik vytvoření první bulharské říše. S mírovou smlouvou bylo spojeno i placení „daně z míru“ ze strany Byzance.

## Hlavy států
- Papež – Agatho (678–681) » Lev II. (681–683)
- Byzantská říše – Konstantin IV. Pogonatos
- Franská říše – Theuderich III. (675–691)
  - Austrasie – Pipin II. (majordomus) (679–714)
- Anglie
  - Wessex – Centwine
  - Essex – Sighere + Sebbi
- Bulharsko
  - První bulharská říše – Asparuch
  - Volžsko-Bulharský chán – Kotrag (660–700/710)